# Pachycondyla aenescens
Pachycondyla aenescens is een mierensoort uit de onderfamilie van de Ponerinae. De wetenschappelijke naam van de soort is voor het eerst geldig gepubliceerd in 1870 door Mayr.